# Hyalosphaera miconiae
Hyalosphaera miconiae är en svampart som beskrevs av F. Stevens 1917. Hyalosphaera miconiae ingår i släktet Hyalosphaera, klassen Dothideomycetes, divisionen sporsäcksvampar och riket svampar.   Inga underarter finns listade i Catalogue of Life.